# Codex Vyssegradensis

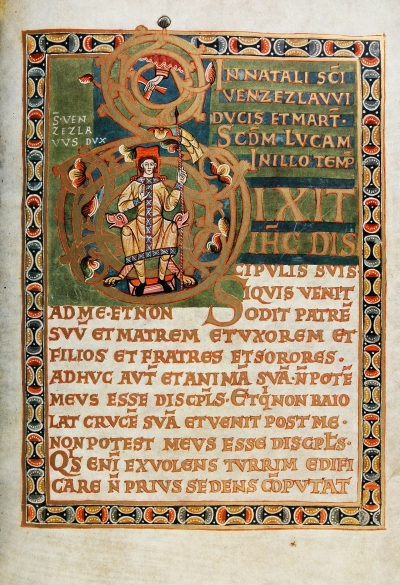
Codex Vyšehradensis

Der Codex Vyssegradensis (tschechisch Kodex vyšehradský, deutsch Vyšehrader Codex, auch Krönungsevangelistar Vratislavs II.) ist ein illustriertes Perikopenbuch.

## Geschichte
Der Codex Vyssegradensis entstand um 1085 anlässlich der ersten böhmischen Königskrönung. Er besteht aus 108 Pergamentblättern im Format 41,5 cm × 34 cm und gilt als bedeutendste Bilderhandschrift des 11. Jahrhunderts in Tschechien. Er gehört zum Nationalen Kulturgut des Landes und befindet sich in der National- und Universitätsbibliothek Prag unter der Signatur Ms. XIV, A 13.
Es ist unbekannt, wo und von wem die Handschrift angefertigt wurde. Die Illustrationen zeigen deutliche Einflüsse der Malschule des Klosters Sankt Emmeram in Regensburg. Wahrscheinlich entstand sie in einem böhmischen Kloster, genannt Miniatorenschule von Prag. Sie weist große Ähnlichkeiten zum Codex Aureus Pultoviensis auf. Auch der Codex aureus Gnesnensis, das St. Veit-Evangelistar des Prager Metropolitan-Kapitels und das Evangelistar aus Zábdrdovice entstanden dort.